# Hiver 42 : Au nom des enfants
Pour plus de détails, voir Fiche technique et Distribution.
Hiver 42 : Au nom des enfants (anglais : Edges of the Lord ; polonais : Boże skrawki) est un film américano-polonais réalisé par Yurek Bogayevicz (en) et sorti en 2001.

## Synopsis
Un jeune juif est placé par ses parents dans une famille de paysans polonais. De par sa fuite, il fait face au courage de se convertir au christianisme et cache la vérité à son sujet à tous les habitants ainsi qu'aux nombreux enfants du village.

## Fiche technique
- Titre original : Edges of the Lord
- Titre français : Hiver 42 : Au nom des enfants
- Réalisation : Yurek Bogayevicz (en)
- Scénario : Yurek Bogayevicz
- Décors : Ryszard Melliwa
- Costumes : Jagna Janicka (pl)
- Musique : Jan A. P. Kaczmarek
- Pays de production :  États-Unis,  Pologne
- Langue originale : anglais
- Genre : Drame
- Durée : 95 minutes
- Dates de sortie :
  - Pologne : 12 octobre 2001
  - Belgique : 6 juillet 2008

## Distribution
Sauf indication contraire, les informations mentionnées dans cette section peuvent être confirmées par la base de données cinématographiques IMDb,  présente dans la section « Liens externes ».
- Haley Joel Osment : Romek, l'enfant juif caché
- Willem Dafoe (VF : François Dunoyer) : le curé du village
- Richard Banel : Vladek
- Liam Hess (de) : Tolo
- Olaf Lubaszenko : Gniecio
- Małgorzata Foremniak : Manka
- Andrzej Grabowski : Kluba
- Chiril Vahonin : Robal
- Olga Frycz (en) : Maria
- Dorota Piasecka : Ela Kluba
- Wojciech Smolarz (VF : Martin Faliu) : Pyra
- Marek Węglarski (pl) : Max
- Edyta Jurecka : Sara
- Ryszard Ronczewski : Batylin
- Krystyna Feldman : Wanda
- Eugene Osment : l'officier allemand près de Batylin Field
- Krzysztof Pieczyński : l'officier allemand près du train
- Jerzy Gudejko (pl) : Hans, soldat allemand à bicyclette
- Karolina Lutczyn (pl) : la maitresse blonde d'un officier allemand
- Borys Szyc : le soldat allemand à bicyclette
- Emilian Kamiński (pl) : Franz, officier allemand
- Justyna Sieńczyłło (pl) : la femme à bicyclette, accompagnant les 2 soldats allemands

 Source et légende : version française (VF) sur RS Doublage

## Bande originale
Sauf indication contraire, les informations mentionnées dans cette section peuvent être confirmées par la base de données cinématographiques IMDb,  présente dans la section « Liens externes ».
- Before Your Eyes.